# 费海尔托
费海尔托，是匈牙利杰尔-莫雄-肖普朗州所辖的一个村。总面积11.38平方公里，总人口475，人口密度41.7人/平方公里（2011年1月1日）。